# Ryuji Ishizue
Ryuji Ishizue (石末 龍治 Ishizue Ryuji?), född 22 juli 1964 i Hyōgo prefektur, är en japansk före detta fotbollsspelare.
Ishizue började sin karriär 1964 i All Nippon Airways (Yokohama Flügels). Med Yokohama Flügels vann han japanska cupen 1993. 1995 flyttade han till Vissel Kobe. Han avslutade karriären 1998.